# 100미터 허들

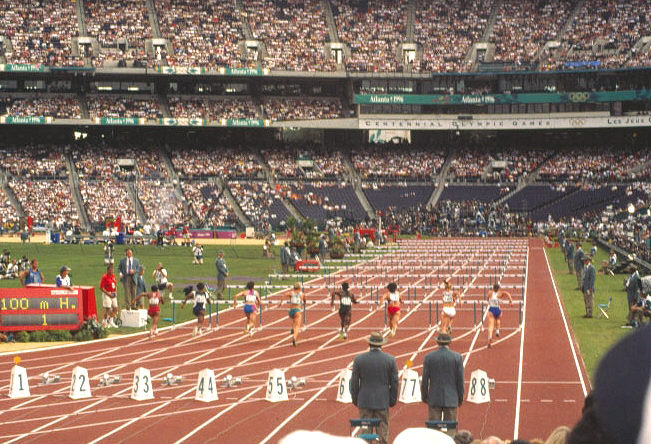
1996년 하계 올림픽의 100미터 허들

100미터 허들(100 metres hurdles, 100-meter hurdles)은 주로 여성이 달리는 육상 경기 시합이다. (남성의 경우 110미터 허들을 참고할 것) 경주 시에는 83.8 센티미터(33인치) 높이의 허들 10개가 놓여 있다.
출발선부터 13m(42.65피트) 지점부터 8.5m(27.89피트)간격으로 세워진 10개의 장애물을 넘어야 한다. 마지막 허들을 넘으면 결승선까지는 10.05m(34.45피트)다. 가장 빠른 100미터 허들 선수는 대략 12.5초로 뛰며 세계 기록은 켄드라 해리슨이 세운 12.20초이다.

## 역사
올림픽 경기는 1932년부터 1968년까지 80미터 허들을 도입하였다. 1972년 하계 올림픽을 기점으로 여성을 대상으로 한 경주는 100미터 허들로 확장되었다.

## 같이 보기
- 여자 100m 허들 세계 기록 추이